# Odontopera coryphodes
Odontopera coryphodes är en fjärilsart som beskrevs av Eugen Wehrli 1940. Odontopera coryphodes ingår i släktet Odontopera och familjen mätare. Inga underarter finns listade i Catalogue of Life.